# Avenue de la Juncasse
L'avenue de la Juncasse (en occitan : avenguda de la Juncassa) est une voie de Toulouse, chef-lieu de la région Occitanie, dans le Midi de la France.

## Situation et accès

### Description
L'avenue de la Juncasse est une voie publique. Elle se trouve dans le quartier de la Juncasse-Argoulets, dans le secteur 4 - Est.
Elle naît perpendiculairement à l'avenue de l'Hers. Elle est, dans sa première partie, longue de 100 mètres, orientée au nord-ouest. Elle oblique ensuite, dans sa deuxième partie, longue de 120 mètres, au sud-ouest, et se termine au carrefour de la rue Louis-Plana, au niveau de la place Lounès-Matoub.
La chaussée compte une seule voie de circulation automobile à double-sens. Elle est définie comme une zone 30 et la vitesse y est limitée à 30 km/h. Il n'existe pas d'aménagement cyclable.

### Voies rencontrées
L'avenue de la Juncasse rencontre les voies suivantes, dans l'ordre des numéros croissants (« g » indique que la rue se situe à gauche, « d » à droite) :
1. Avenue de l'Hers
2. Rue Mauriès (g)
3. Place Lounès-Matoub (g)
4. Rue Louis-Plana

### Transports
L'avenue de la Juncasse n'est pas directement parcourue par les transports en commun. Elle débouche cependant sur la rue Louis-Plana, desservie par la ligne de bus 19.
La station de vélos en libre-service VélôToulouse la plus proche est la station no 180 (3 place de Soupetard).

## Odonymie
L'avenue tient son nom du lieu-dit de la Juncasse, qui se trouve pourtant au quartier plus au nord et souvent confondu avec celui des Argoulets, au sud du chemin de Montrabé (actuelle route d'Agde). Au XVe siècle déjà, il existait un chemin (ou grand-chemin) de la Juncasse (actuelles avenues de la Colonne et Henri-Guillaumet). Ce nom de « juncasse » (juncassa en occitan) désignait un « lieu couvert de joncs », caractéristique de la plaine marécageuse de l'Hers.

## Histoire
En 1925, Marius Dulong, conseiller municipal et président de l'Office public d'habitations à bon marché (OPHBM) de Toulouse, se préoccupe d'offrir à la population ouvrière de la ville de meilleures conditions de logement. Il reçoit le soutien, à partir de l'année suivante, de la municipalité socialiste d'Étienne Billières. Il s'inspire du mouvement des cités-jardins, dont l'idée, théorisée par l'urbaniste britannique Ebenezer Howard à la fin du XIXe siècle, connaît depuis 1921 un fort développement dans la banlieue parisienne grâce à l'action de l'OPHBM du département de la Seine, et le soutien de plusieurs élus radicaux ou socialistes, tel le maire de Suresnes, Henri Sellier. 
Jean Montariol, architecte de la ville et de l'OPHBM, est chargé de la réalisation de plusieurs cités-jardins. En 1928, il dessine les plans de la cité-jardin de la Juncasse, sur un terrain de 28 000 m² autour du chemin de Soupetard (actuelle rue Louis-Plana) et de la place de Soupetard, desservi par l'avenue de la Juncasse et la rue Mauriès. Il s'agit d'offrir à la population « des maisonnettes ensoleillées noyées dans la verdure, entourées d'arbres, de fleurs et de légumes », comme la définit en 1937 le président de l'OPHBM, Émile Berliat. L'architecte fait appel pour la construction aux Charpentiers toulousains et la cité-jardin de la Juncasse est achevée en 1931 : elle compte finalement 35 maisons, pour un total de 86 logements. Pourtant, elle ne correspond pas complètement à la définition des cités-jardins, puisqu'elle ne compte pas d'équipement public d'envergure. L'école maternelle et les écoles primaires de la Juncasse sont construites entre 1932 et 1933 par le même architecte, Jean Montariol, le long du chemin de Soupetard (actuels no 131-135 rue Louis-Plana), mais elles sont éloignées de plus de 700 mètres de la cité-jardin. On ne trouve pas non plus, de lavoirs, de bains-douches ou de salle commune.

## Patrimoine et lieux d'intérêt
- no  11-15 : maisons jumelées.
Les maisons jumelées, construites en 1928, sont un exemple des maisons des cités-jardins toulousaines dessinées par Jean Montariol. Elle s'élèvent en fond de parcelle.